# Pałac w Raszkowie
Pałac w Raszkowie – pałac w Raszkowie.

## Historia
Paweł Juriewicz wkrótce po ślubie w 1901 r. z ks. Elżbietą Woroniecką rozpoczął na wzgórzu nad Dniestrem (rum. Nistru) budowę pałacu. Był to pałac trzynastoosiowy, dwukondygnacyjny, nakryty wysokim, stromym dachem z obszernym tarasem widokowym na okolicę. Od frontu balkon na piętrze podtrzymywany przez cztery kolumny. Pałac posiadał ok. 40 pokoi ozdobionych częściowo sprowadzoną z Francji boazerią. Salon wielki urządzony był oryginalnymi meblami w stylu Ludwika XIV oraz obrazami Franza Xavera Winterhaltera, Baudry’ego i Jana Chrzciciela Lampiego. W skład kolekcji wchodziły cenne 22 jedwabne makaty ze zbiorów króla Polski Augusta II Mocnego oraz 32 pasy słuckie. Po prawej stronie pałacu zbudowano oficynę, a dębowy las przekształcono w park krajobrazowy. Kilka lat przed wybuchem I wojny światowej Raszków został sprzedany Feliksowi Bernatowiczowi herbu Leliwa, który cały majątek z kolei przepisał w testamencie swej matce Helenie Macewicz.
Dziś po pałacu pozostały jedynie ruiny.